# Chhayanath Rara
Chhayanath Rara (en népalais : छायाँनाथ रारा) est une municipalité du Népal située dans le district de Mugu. Au recensement de 2011, elle comptait 20 078 habitants.
Elle regroupe les anciens comités de développement villageois de Srinagar, Karkibada, Rowa, Pina, Ruga et une partie de Rara.